# Chess24
chess24 (in inglese chess twenty-four) è un server di scacchi freemium fondato nel 2014 ad Amburgo dal GM tedesco Jan Gustafsson e dall'imprenditore Enrique Guzman. Dal marzo del 2019 la compagnia è di proprietà della Play Magnus AS, società fondata da Magnus Carlsen, a sua volta acquisita da Chess.com nel dicembre del 2022.
Tra i suoi collaboratori figurano campioni del mondo, grandi maestri e maestri internazionali quali lo stesso Carlsen, Viswanathan Anand, Peter Svidler, Rustam Kasimdzhanov, Francisco Vallejo, David Anton Guijarro, Dorsa Derakhshani, Lawrence Trent e Hou Yifan.

## Storia
L'intenzione iniziale del Grande Maestro Gustafsson era quella di diffondere brevi video di divulgazione scacchistica. Tuttavia fu convinto da Enrique Guzman a fondare una piattaforma che aspirasse a diventare leader mondiale nel mondo degli scacchi, sia come pratica del gioco online che come emittente.
Nel marzo del 2019 la Play Magnus AS del campione del mondo Magnus Carlsen unì le forze con la società di Gustafsson e Guzman, che venne acquisita al 100%. In cambio i due precedenti proprietari del portale ottennero il 38% delle azioni della Play Magnus AS.

## Caratteristiche
Chess24 fornisce ai suoi utenti la copertura in diretta dei principali tornei internazionali, la possibilità di giocare contro altri utenti con varie cadenze di tempo e contro versioni modificate di Stockfish, di partecipare a tornei online e di visualizzare video di scacchi.  Vi sono anche corsi di scacchi online e una rubrica di news giornaliera.
La registrazione non è necessaria per consultare il sito, ma è obbligatoria (e gratuita) per giocare online come "Basic user". L'utenza "Premium" dava accesso ad alcune funzioni aggiuntive a pagamento, ma da quando il sito web è stato acquisito da chess.com non è più possibile effettuare nuove iscrizioni.

## Tornei
Dal settembre 2019 al marzo 2020 chess24 ha organizzato la "Banter Blitz Cup", il primo torneo internazionale blitz online, cui hanno partecipato tra gli altri Magnus Carlsen, Gata Kamsky, Alireza Firouzja, R. Praggnanandhaa, Parham Maghsoodloo, David Antón Guijarro e Leinier Domínguez, con un montepremi di 50 000 $, di cui 14 000 al vincitore.Il Torneo è stato vinto da Alireza Firouzja che ha battuto nel match conclusivo Magnus Carlsen.